# Toma de Gibraltar (1462)
El sitio de Gibraltar de 1462 fue una victoria castellano-leonesa que permitió reconquistar a los nazaríes la plaza de Gibraltar, que había sido tomada por los benimerines en 1333. Fue el octavo de los grandes sitios sufridos por Gibraltar.

## Historia

### Prolegómenos
En 1462 la Corona de Castilla se encontraba en paz con el Reino nazarí de Granada, que se disolvía debido a las luchas internas entre Yúsuf V y su hermano Saad Ciriza.
Por entonces era alcaide de Tarifa Alonso de Arcos. La plaza era anhelada por Juan Alonso de Guzmán, II conde de Niebla, cuyo padre Enrique murió intentando conquistar Gibraltar en 1436, quien obtuvo en 1445 el ducado de Medina Sidonia como premio a sus servicios a la Corona. 
Alonso de Arcos fue informado por un renegado gibraltareño, Alí el Curro, del mal estado de las defensas de su localidad natal, cuya guarnición había partido a Málaga junto con su alcaide para recibir a Muley Hacén, el hijo del sultán Saad Ciriza, liberado tras ser capturado en la batalla del Madroño.

### La toma de Gibraltar
Convencido de lo factible de tomar la plaza, Alonso se resolvió a conquistar Gibraltar. Así, partió con toda diligencia de Tarifa junto con 80 caballeros y 180 peones el 15 de agosto de 1462, mientras pedía refuerzos a las ciudades de Jerez, Arcos, Medina y Cádiz y rogaba al duque de Medina Sidonia, así como al conde de Arcos, Juan Ponce de León y Ayala, que acudieran con todas sus tropas.
Alonso tomó de inmediato prisioneros que confirmaron lo que le había contado Alí el Curro. Sin embargo, y a pesar de la debilidad de los defensores, fracasó el primer asalto general.
En los días siguientes, a medida que fueron llegando más refuerzos, los cristianos dudaron si debían retirarse ante la probabilidad de un largo sitio. Alí el Curro aconsejó a los jefes cristianos proceder de nuevo al asalto, pues la caída de la plaza sería inmediata, sospecha que se confirmó con la captura de algunos moros que trataban de huir de la plaza. Poco después la guarnición propuso entregar la plaza a cambio de que se les permitiera retirarse a Granada con sus bienes y se les pagara el precio de los que no pudieran transportar.
Los cristianos recibieron con alborozo la oferta pero Alonso de Arcos, aun dándoles esperanza, les dijo que carecía de autoridad para aceptarla y debían esperar hasta la llegada de su señor, el duque de Medina Sidonia o, en su defecto, el conde de Arcos. El primero en llegar fue el hijo del Conde, Rodrigo Ponce de León, con 300 lanzas. Informado de la situación, pasó a inspeccionar las defensas de Gibraltar. Los defensores, alarmados por la llegada de tropas enemigas, salieron a parlamentar. Pretendieron entregarse a don Rodrigo, que les dijo que también él carecía de autoridad y que al día siguiente llegarían su padre, el conde de Arcos, y el duque de Medina Sidonia para tomar el mando.
Al retirarse Rodrigo, el corregidor de Jerez, Gonzalo de Ávila, conminó a los gibraltareños a rendirse de inmediato, diciéndoles que en cuanto llegara el Conde procederían a conquistar la ciudad a la fuerza, y todos serían muertos o esclavizados. De tal modo le abrieron las puertas para entregarse a él en vez de a los nobles. Rodrigo, avisado de estas negociaciones, dio media vuelta de inmediato y, antes de que los jerezanos se apoderaran de la plaza, asaltó las puertas, colocó sus banderas en las torres y se apoderó con rapidez de la ciudad, mientras los moros huían o eran matados. Sin embargo, el castillo aún resistió.
Llegado al día siguiente el duque de Medina Sidonia, los gibraltareños enviaron una embajada declarándose dispuestos a entregarse únicamente a Medina Sidonia, por respeto a su persona y la memoria de su padre, muerto ante Gibraltar en 1436, según las condiciones ya expuestas, a cambio de su libertad y sus bienes, ya que estaban en condiciones de resistir cierto tiempo. Rodrigo, enojado, pidió al Duque que no aceptase, que el castillo ya estaba ocupado, que él había tomado la ciudad y que esperara a la llegada de su padre, el conde de Arcos para que ambos tomaran posesión de la fortaleza. 
El Duque decidió que las banderas de ambos, cada una escoltada por cien soldados, fueran enviadas para tomar posesión de la plaza. Los gibraltareños pretendieron aceptar únicamente la bandera del duque de Medina Sidonia, y al ver que el alférez del Duque les daba la bandera, Rodrigo Ponce de León, creyéndose engañado, le golpeó con su espada, lo que enfadó sobremanera al Duque. No obstante, contuvo su ira y se avino a continuar según lo acordado. Ambas banderas entraron juntas en el castillo de Gibraltar. Pero las tropas de Medina Sidonia entraron poco a poco y se apoderaron de toda la fortaleza. Enterado de ello, un desairado Rodrigo hizo retirar su bandera y sus hombres. El Duque le envió una carta afirmando que no entendía su proceder, a lo que le contestó que sabía de sobra cuáles eran sus motivos, pues no iba a tolerar que la bandera de su padre se hallara bajo un poder ajeno y custodiada por soldados que no fueran los suyos, en vez de en las condiciones de igualdad que habían acordado. Comenzaba así la larga y amarga enemistad de las casas de Arcos y Medina Sidonia.
De tal modo, el viernes 20 de agosto de 1462, y entre discordias nobiliarias, Gibraltar pasó al dominio castellano, que se dilataría hasta la conquista inglesa de 1704.

### Resultado
Al día siguiente llegó el conde de Arcos, narrándole su hijo todo lo sucedido y ofreciéndose a asaltar el campo del Duque para prenderle o matarle, a lo que respondió que no era ocasión y que ya tendrían su satisfacción. Una entrevista entre el Conde y el Duque encendió aún más los ánimos, al declarar el primero que su hijo hubiera podido tomar Gibraltar sin esperar por él, por pura cortesía, a lo que siguieron más réplicas y contrarréplicas. Saliendo de Gibraltar, los Ponce de León retaron a Medina Sidonia por haber roto su amistad y alianza, desafío que quedó sin respuesta. El conde de Arcos y su hijo se retiraron a Sevilla, pero aún se derramaría mucha sangre por la posesión de Gibraltar, manzana de la discordia entre los Guzmanes y los Ponce de León.
Ese mismo año, Enrique IV, desechando las reclamaciones nobiliarias, resolvió incorporar la ciudad al dominio real, proclamándose rey de Gibraltar y nombrando alcaide a Pedro de Porras. La plaza le fue entregada sin resistencia por Medina Sidonia, viendo cómo los Ponce de León se preparaban para combatirle bajo mandato del Rey en caso de que se rebelara contra sus órdenes. La entrega a Gibraltar del antiguo término municipal de Algeciras provocó la oposición de Jerez de la Frontera.
En 1463 el rey Enrique visitó la nueva adquisición de su Corona, saliendo a su encuentro el rey Alfonso V de Portugal, a la sazón en Ceuta. La regia visita se prolongó ocho días. El rey aprovechó para entregar la alcaidía a su valido, Beltrán de la Cueva, que a su vez la delegó en su cuñado Esteban de Villacreces, lo que provocó las vehementes quejas del duque de Medina Sidonia, considerando injusto conceder tal prerrogativa a un favorito sin méritos. A raíz de la deposición del rey Enrique y la proclamación de "Alfonso XII" por una conjura nobiliaria, en la llamada Farsa de Ávila, Medina Sidonia recibió del pretendiente la merced de Gibraltar, que se apresuró a hacer efectiva por la fuerza de las armas.